# Heiligen-Geist-Kapelle (Uelzen)

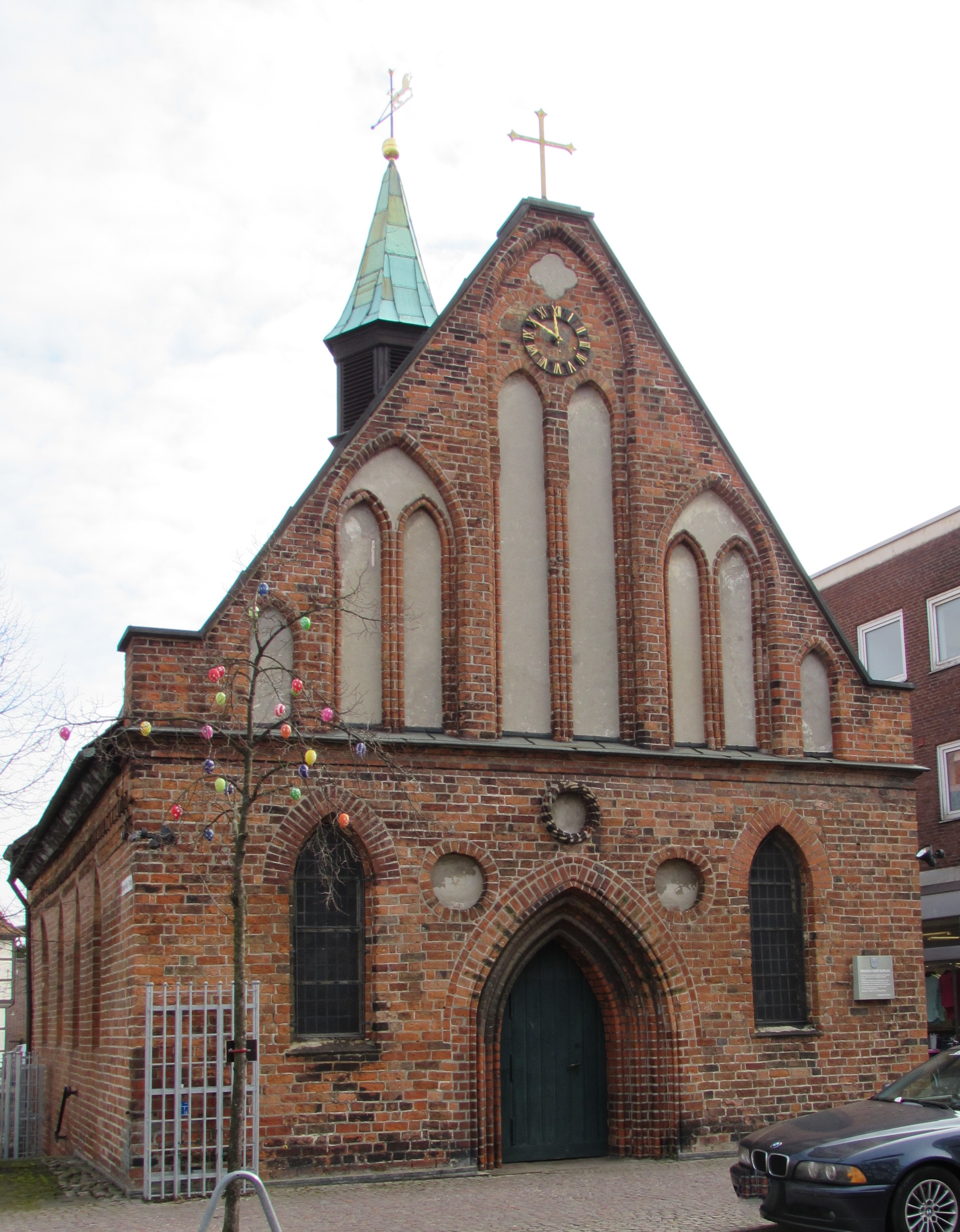
Heiligen-Geist-Kapelle

Die gotische Heiligen-Geist-Kapelle gehört zur evangelisch-lutherischen Kirche und ist eine der ältesten Kapellen im Landkreis Uelzen. Sie war das Herzstück des angegliederten Heiligen-Geist-Hospitals. Sie entstand als ein Teil einer frommen und wohltätigen Stiftung, der Heiligen-Geist-Stiftung.

## Lage und Umgebung
Die Heiligen-Geist-Kapelle steht in zentraler Lage am Nordende der Lüneburger Straße, nahe der St.-Marien-Kirche und der Polizei. Die Lage innerhalb der Mauern ist typisch für städtische Hospitäler der Zeit.

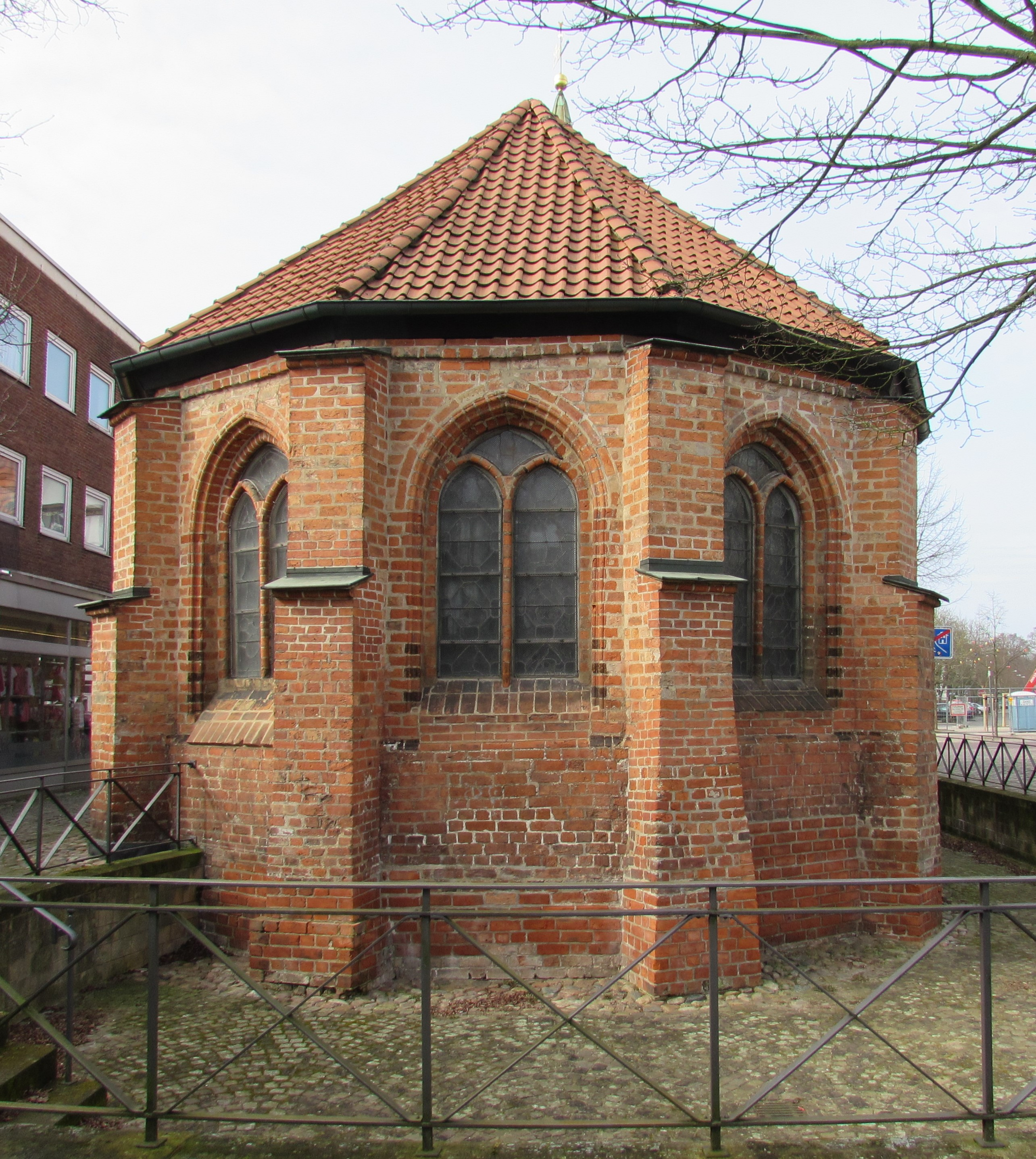
Heiligen-Geist-Kapelle, Ostseite

## Geschichte
Das erste Mal wurde die Heiligen-Geist-Kapelle im Jahre 1321 erwähnt. Zu diesem Zeitpunkt kann sie noch nicht alt gewesen sein, da 1322 der Uelzener Archidiakon und Pfarrer Raven eine Gottesdienstordnung für den Geistlichen der Heiligen-Geist-Kapelle erließ. Er bestimmte u. a., dass an hohen Festtagen keine Messen gelesen werden und die Gläubigen die Messen in der Pfarrkirche besuchen sollten. Dadurch wird die Heiligen-Geist-Kapelle deutlich der Pfarrkirche untergeordnet. Im selben Jahr 1322 erfolgte die kirchenrechtliche Bestätigung der Kapelle durch den Bischof von Verden Nikolaus. Im Jahr 1325 ist auch von dem Hospital zum Heiligen Geist die Rede. Im Hospital arbeiteten beginenähnlich zusammenlebende Hospitalschwestern. Sie dienten der Unterbringung und Versorgung von kranken und alten Menschen. Über die Versorgung der Hospitalinsassen ist kaum etwas bekannt. Die Heiligen-Geist-Stiftung besteht bis heute. Die Geistlichen an der Heiligen-Geist-Kapelle sind teilweise sogar namentlich bekannt. Der Rektor der Kapelle unterstand als Vikar dem Propst an der St.-Marien-Kirche.

## Architektur
Wann genau die Heiligen-Geist-Kapelle gebaut wurde, ist nicht bekannt. Vermutet wird 1321 oder auch früher. Die schlichte Bauweise der Kapelle war damals typisch für Hospitalkirchen.

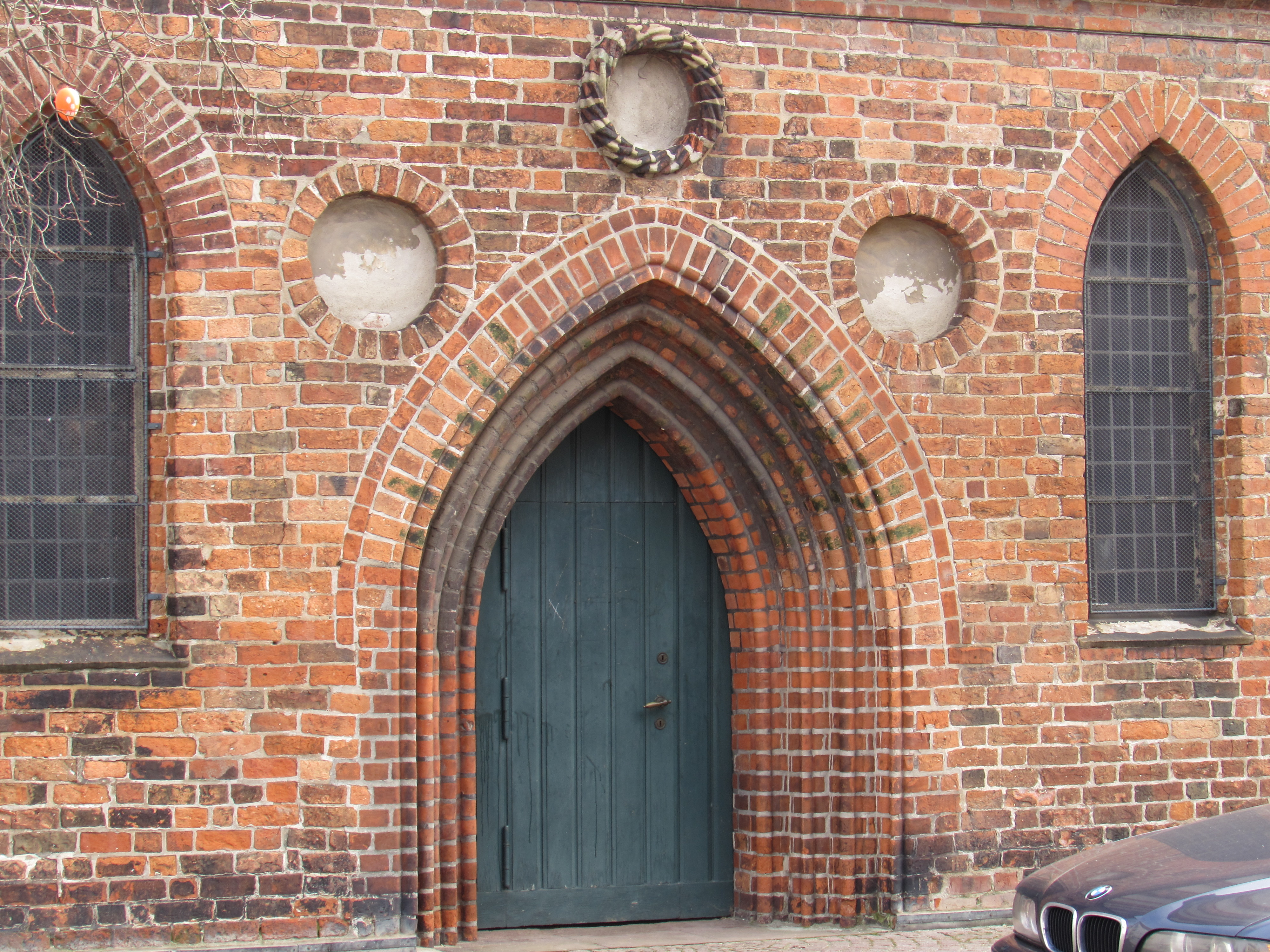
Eingangstür

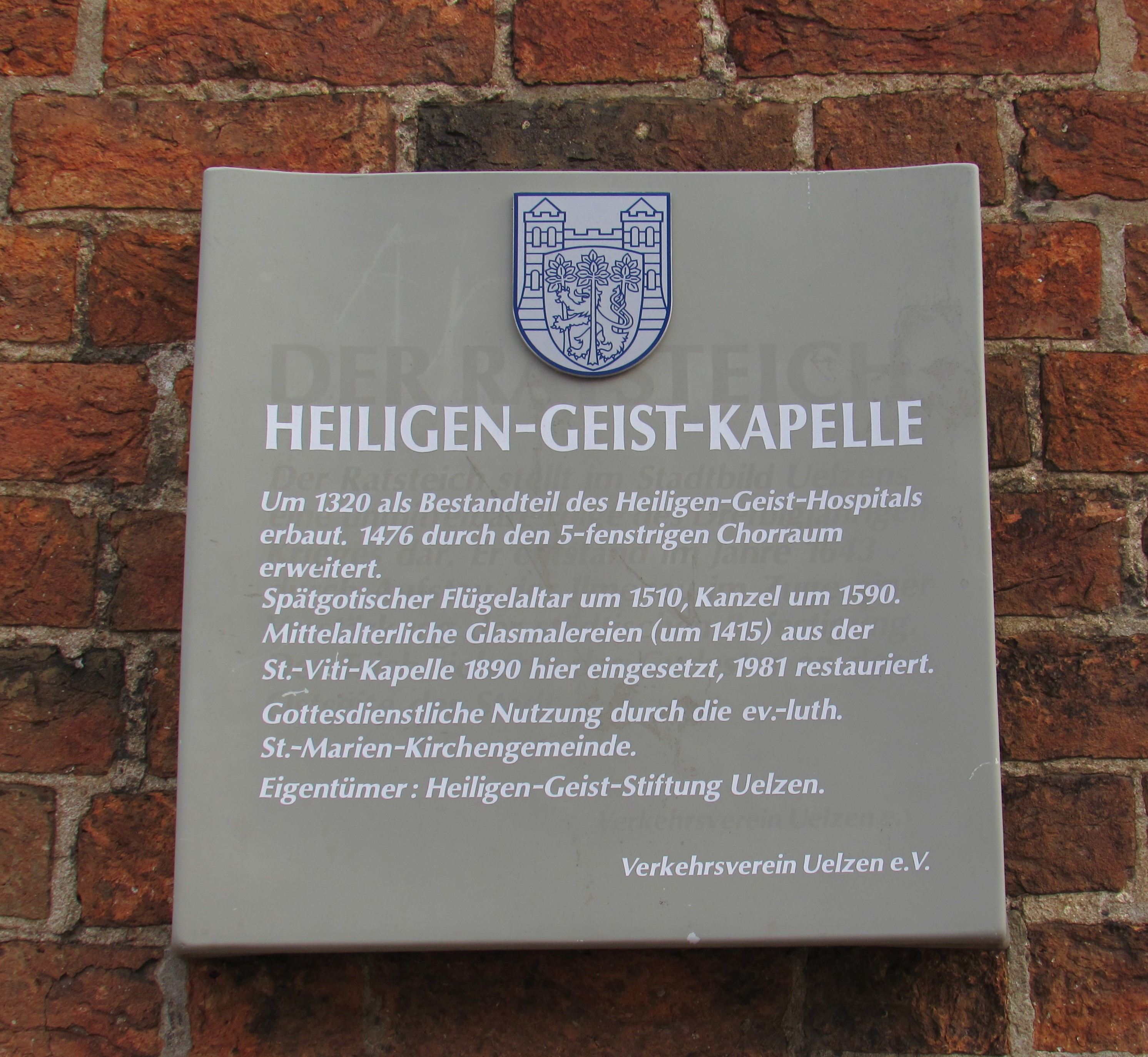
Informationstafel an der Vorderseite

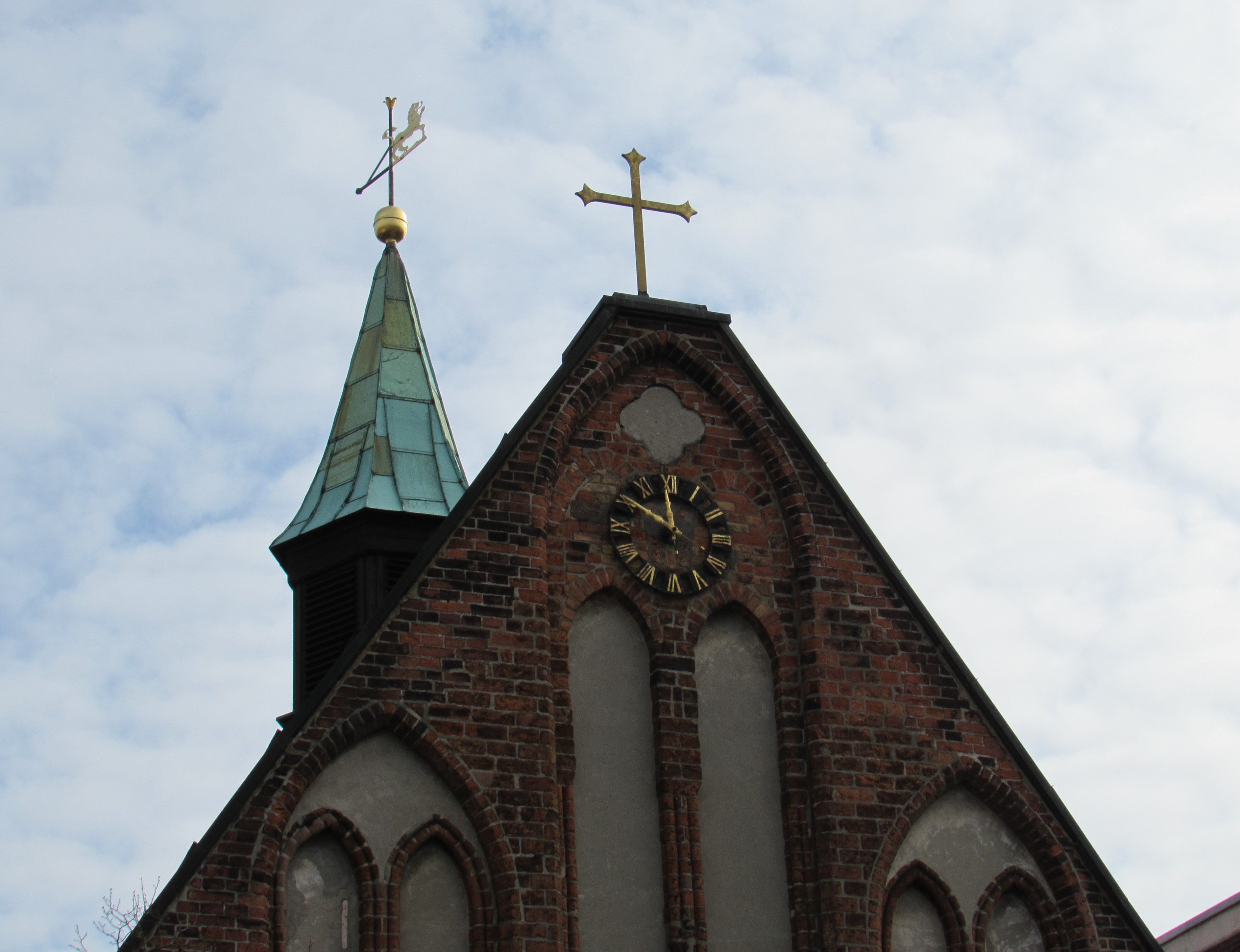
Giebel

An den Backsteinbau der Kapelle mit einem Giebel mit Blendarchitektur schloss sich nach Süden noch Jahrzehnte nach dem Zweiten Weltkrieg ein Hospitalbau an. Der Hospitalbau bestand vermutlich im Inneren aus einer unterteilten Halle, die den Hospitalinsassen als Wohnung diente. Das Gebäude war laut einem Plan aus dem Jahr 1834 etwa 23 Meter lang und 13,5 Meter tief. Außerdem gehörte ein Achterhaus dazu, das wahrscheinlich ursprünglich als Wohnung für die Hospitalschwestern diente. Im Jahr 1446 wurde die Kapelle durch einen fünfseitigen Chor mit Strebepfeilern und schlichten Maßwerkfenstern erweitert. Wenige Jahre vor der Reformation wurde das Hospital zu einem Kloster umgestaltet. Zur Straße zeigt die Eingangsseite des Gebäudes mit dem durch hohe Blendbögen gegliederten Staffelgiebel.

## Ausstattung
Die Glasmalereien aus der St.-Viti-Kapelle, um 1420 vom Glasmaler Freystadt geschaffen, befinden sich seit 1890 in der Heiligen-Geist-Kapelle. Die Fenster sind sehr unterschiedlich gestaltet. In den beiden äußersten Fenstern stehen Einzelfiguren, die der Höhe nach das ganze Glas einnehmen. Auf einem der beiden Gläser sind die Figuren aufeinander bezogen. Es zeigt die Verkündigung an Maria. Maria sitzt dabei rechts auf einer gelben thronartigen Bank. Neben ihr liegt ein aufgeschlagenes Buch auf einem Pultschrank. Über ihr senkt sich eine weiße Taube herab. Links von Maria nähert sich der Verkündigungsengel mit der rechten erhobenen Hand zur Segnung. Die linke Hand des Engels hält ein Schriftband mit den Grußworten „Ave Maria, gratia plena“. Bei dem anderen äußeren Fenster stehen dagegen alle Figuren für sich allein. Dort ist zum einen Jakobus der Ältere zu sehen, der einen breitkrempigen Hut und einen Wanderstab in der Hand hält, die beide mit der Muschel, dem Abzeichen der Pilger, versehen sind. Eine andere Scheibe in dem Fenster zeigt den Mönch Franziskus, der den Leib Christi auf den Armen trägt. Die anderen drei Gläser zeigen ein Geschlinge aus Bändern mit Knoten und aufwendig gestalteten Blüten, außerdem Medaillons, die wappentragende Engel, kleine Heiligenfiguren und das Stifterbild des Propstes Rupert von Nortlo enthalten. Die Fenster unterscheiden sich auch in Farbigkeit und Malweise. Das brillante Weiß dominiert.
Unter den Hausmarken und Wappen der Stifterfamilien fällt insbesondere das von zwei grimmigen Löwen gehaltene Wappen der Lüneburger Patrizierfamilie v. Grönhagen auf und geht vermutlich auf den Bürgermeister „Clawes“ (Klaus/Nicolaus) v. Grönhagen und seinen Vater Gevehard zurück. Rechts daneben jenes der Lüneburger Patrizierfamilie v. Tzerstedt, welches von zwei Heiligen gehalten wird. Die Schildhalter-Löwen deuten auf den weltlichen Stand der Stifter, die Heiligenfiguren, die den Schild der v. Tzerstede halten, hingegen auf deren geistlichen Stand.
Neben den Glasmalereien aus der St.-Viti-Kapelle enthält die Heiligen-Geist-Kapelle auch einen mittelalterlichen Schnitzaltar von 1515. Außerdem enthält sie zwei barocke Grabsteine und eine reich verzierte Kanzel aus der Zeit um 1600.